# El Mothe
El Mothe är en ort i Mexiko.   Den ligger i kommunen San Salvador och delstaten Hidalgo, i den sydöstra delen av landet, 110 km norr om huvudstaden Mexico City. El Mothe ligger 1 869 meter över havet och antalet invånare är 416.
Terrängen runt El Mothe är kuperad. Runt El Mothe är det ganska tätbefolkat, med 120 invånare per kvadratkilometer. Närmaste större samhälle är San Salvador, 19,1 km sydost om El Mothe. Trakten runt El Mothe består till största delen av jordbruksmark.